# Time to go!
「time to go!」（タイムトゥーゴー）はベッキー♪#の初の配信限定シングル。EMIミュージックジャパンから2013年3月1日に配信された。後に8枚目のシングル「ぎゅ。」のカップリングに初CD化で収録されている。

## タイアップ
- ミュシャ財団秘蔵 ミュシャ展イメージソング

## 曲の詳細
1. time to go! [4:26]
作詞：ベッキー♪#、作曲：星野純一